# Вулиця Небесної Сотні (Чернігів)
У Вікіпедії є статті про інші проспекти з назвою Вулиця Небесної Сотні
Вулиця Небесної Сотні (до 2023 року — Орловська вулиця) — вулиця в Новозаводському районі міста Чернігів в історично сформованій місцевості (районі) Нова Подусівка. Пролягає від вулиці Руднєва до вулиці Георгія Нарбута (Курська).
Примикають вулиці Максима Білоконя (Брестська), Андрусенко, Стратилата, Пилипа Морачевського, Забаровська, Глібова, Черкаська.

## Історія
Орловська вулиця (названа на честь міста Орел) була прокладена і забудовувалася в 1960-ті роки, разом з іншими вулицями 1-ї черги забудови Нової Подусівки (Новоподусівського житлового масиву). У 1980-ті роки була продовжена на захід у бік Забарівки.
Із метою проведення політики очищення міського простору від топонімів, які звеличують, увічнюють, пропагують або символізують Російську Федерацію і Республіку Білорусь, 21 лютого 2023 року вулиця отримала сучасну назву — на честь «Небесної сотні» — загиблих на Євромайдані, згідно з Рішенням Чернігівської міської ради № 29/VIII-7 «Про перейменування вулиць у місті Чернігові»).

## Забудова
Вулиця пролягає у східному напрямку від лісу та адміністративної межі Чернігова, перетинаючи весь Новоподусівський житловий масив, паралельно вулицям Євгена Лоскота та Ганни Барвінок. Парна і непарна сторони вулиці зайняті садибною забудовою.
Установи:
1. будинок № 6 — дитсадок № 58